# Гюйгенс (зонд)
Зонд «Гю́йгенс» (англ. Huygens probe) создан Европейским космическим агентством и назван в честь голландского астронома XVII века Христиана Гюйгенса. Зонд был запущен 15 октября 1997 года в связке с космическим аппаратом «Кассини». 25 декабря 2004 года зонд отделился от своего носителя и начал самостоятельное движение к Титану. 14 января 2005 года зонд «Гюйгенс» успешно вошёл в атмосферу Титана и совершил посадку на его поверхность в области, получившей название Ксанаду. Это была первая (и пока единственная) в истории мягкая посадка, совершённая во Внешней Солнечной системе. Зонд сел на твёрдую поверхность, хотя посадка в океане была также предусмотрена его конструкцией.

## Цели
Всего «Гюйгенс» должен был выполнить пять основных задач:
1. Определить физические характеристики атмосферы Титана (плотность, давление, температура и так далее) в зависимости от высоты.
2. Измерить процентное соотношение составляющих атмосферы.
3. Исследовать химические и, в частности, фотохимические процессы в атмосфере, особенно в отношении органических молекул, а также формирование и состав аэрозолей.
4. Охарактеризовать метеорологию Титана, в частности, физику облаков, грозовые разряды и общую циркуляцию.
5. Исследовать физическое состояние, топографию и состав поверхности Титана.

## Инструментарий
Для осуществления научных экспериментов зонд «Гюйгенс» был оснащён шестью инструментами:
- Инструмент «Гюйгенса» для определения атмосферной структуры (Huygens Atmospheric Structure Instrument, HASI) — измерение физических и электрических свойств атмосферы Титана;
- Доплеровский измеритель скорости и сноса (Doppler Wind Experiment, DWE) — изучение направления и силы ветров Титана;
- Формирователь изображений при спуске/спектральный радиометр (Descent Imager/Spectral Radiometer, DISR) — отображение спуска и исследование уровня освещённости;
- Газовый хроматограф/масс-спектрометр (Gas Chromatograph/Mass Spectrometer, GC/MS) — идентификация и измерение химического состава атмосферы Титана;
- Коллектор аэрозолей и пиролизёр (Aerosol Collector and Pyrolyser, ACP) — анализ атмосферных аэрозольных частиц;
- Пакет для научного исследования поверхности (Surface-Science Package, SSP) — определение свойств поверхности.

## Спуск наТитан

Траектория движения КА Гюйгенс с 25 декабря 2004 по 14 января 2005
Гюйгенс·
Титан·
Сатурн

Спуск на парашютах сквозь атмосферу Титана занял у «Гюйгенса» 2 часа 27 минут 50 секунд. Столкновение аппарата с поверхностью Титана происходило на скорости 16 км/ч (или 4,4 м/с), при этом приборы испытали кратковременные перегрузки, в 15 раз превышающие ускорение свободного падения на Земле. Этот толчок вывел из строя один из сенсоров, однако несколько минут спустя его функционирование возобновилось. Работоспособность зонда превзошла самые оптимистичные ожидания. «Кассини» принимал сигналы «Гюйгенса» на этапе спуска в течение 147 минут 13 секунд и с поверхности — ещё 72 минуты 13 секунд до момента, когда орбитальный аппарат скрылся за горизонт. После этого сигналы зонда некоторое время принимались на радиотелескопе в Австралии, хотя и оказались слишком слабыми, чтобы использовать их в качестве канала передачи информации.
Сам «Гюйгенс» не отправлял информацию непосредственно на Землю. В его задачу входила передача данных «Кассини», который и осуществил дальнейшую её передачу на Землю, когда севший на Титан зонд остался в зоне, невидимой для передачи сигнала. Всего было передано более 500 мегабайт информации, в том числе порядка 350 изображений. Всего планировалось передать на Землю 700 фотографий, но из-за сбоя в компьютерной программе (предположительно, по причине ошибок при её разработке) половина изображений, переданных «Гюйгенсом», была утеряна.
Место посадки аппарата 14 марта 2007 года было решено назвать в честь Юбера Кюрьена) — одного из основателей Европейского космического агентства.

## Результаты

### Основные результаты

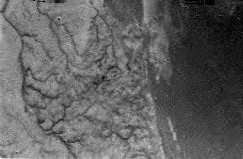
Поверхность Титана с высоты 16.2 км

Во время спуска «Гюйгенс» отбирал пробы атмосферы. Скорость ветра при этом (на высоте от 9 до 16 км) составила приблизительно 26 км/ч. С помощью внешнего микрофона удалось сделать запись звука этого ветра. Бортовые приборы обнаружили плотную метановую дымку (ярусы облаков) на высоте 18—19 км, где атмосферное давление составляло приблизительно 50 килопаскалей (5,1⋅103 кгс/м²), или 380 миллиметров ртутного столба. Внешняя температура в начале спуска составляла −202 °C, в то время как на поверхности Титана оказалась немного выше: −179 °C.
Согласно интерпретации данных с зонда «Гюйгенс», сделанной Тэцуо Токано из Кёльнского университета, верхняя часть облаков состоит из метанового льда, а нижняя — из жидких метана и азота.
Снимки, сделанные в ходе спуска, показали сложный рельеф со следами действия жидкости (руслами рек и резким контрастом между светлыми и тёмными участками — «береговой линией»). Однако тёмный участок, на который спустился «Гюйгенс», оказался твёрдым. На снимках, полученных с поверхности, видны камни округлой формы размером до 15 см, несущие следы воздействия жидкости (галька).
Изучение свойств грунта было осуществлено с помощью пенетрометра. Первоначально грунт интерпретировали как тонкую корку сравнительно однородной консистенции на более мягкой основе («крем-брюле»). Позже данные пенетрометра были пересмотрены: теперь считается, что при посадке он ударился о гальку, после чего погрузился в грунт, общая консистенция которого соответствует консистенции влажного песка или плотного снега. Зонд погрузился в грунт на глубину 10—15 см. При этом из грунта выделялся метан (его выбросы были зарегистрированы приборами зонда).

### Неожиданности
1. Одной из первых неожиданностей стало существование на Титане второго, нижнего, слоя ионосферы, лежащего между 40 и 140 км (максимум электропроводности на высоте 70 км).
2. Жёлтая метановая дымка, которая так мешает наблюдать поверхность Титана, присутствует в атмосфере на всех высотах, хотя первоначально ожидалось, что ниже 60 км атмосфера будет практически прозрачной.
3. Полной неожиданностью для учёных оказалось то, что на высоте около 80 км в атмосфере Титана царит практически мёртвый штиль — сюда не проникают ни ветры, дующие ниже 60 км, ни турбулентные движения, наблюдаемые вдвое выше. Причины такого странного замирания движений пока не удаётся объяснить. Основу атмосферы Титана, как и на Земле, составляет азот. Второй по значимости газ — метан (CH4) — занимает место, в чём-то подобное водяному пару в земной атмосфере. А в нижних слоях атмосферы могут даже образовываться метановые облака[5].